# Sebastjan Cimirotič
Sebastjan Cimirotič (Liubliana, RS de Eslovenia, RFS de Yugoslavia, 14 de septiembre de 1974) es un exfutbolista esloveno. Jugaba de delantero y su último club fue el FC St. Veit de Austria.
Cimirotič desarrolló su carrera entre clubes de Israel, Italia, Corea del Sur, Croacia, Austria y su nación local, de los que se pueden destacar Olimpija, Rijeka, Hapoel Tel Aviv, Lecce, Incheon United y Nassfeld Hermagor. Además, fue internacional absoluto por la Selección de fútbol de Eslovenia y disputó la Copa Mundial de la FIFA de 2002, donde anotó un gol ante España en la fecha inicial de la fase de grupos; esa anotación significó el primer tanto de su país en una cita mundialista.

## Trayectoria

### Clubes
| Club                    | País          | Año         |
| ----------------------- | ------------- | ----------- |
| Slovan                  | Eslovenia     | 1991 - 1994 |
| Olimpija                | Eslovenia     | 1994 - 1997 |
| Rijeka                  | Croacia       | 1997 - 1998 |
| Hapoel Tel Aviv         | Israel        | 1998 - 2000 |
| Olimpija                | Eslovenia     | 2000 - 2001 |
| Lecce                   | Italia        | 2001 - 2003 |
| Olimpija                | Eslovenia     | 2004 - 2005 |
| Celje                   | Eslovenia     | 2005        |
| Incheon United          | Corea del Sur | 2005 - 2006 |
| Hajduk Split (préstamo) | Croacia       | 2005 - 2006 |
| Domžale                 | Eslovenia     | 2006 - 2007 |
| Olimpija                | Eslovenia     | 2007 - 2011 |
| Ljubljana               | Eslovenia     | 2011 - 2012 |
| Nassfeld Hermagor       | Austria       | 2012 - 2014 |
| FC St. Veit             | Austria       | 2017        |

### Selección nacional
| Selección  | País      | Año         |
| ---------- | --------- | ----------- |
| Sub-21     | Eslovenia | 1993 - 1995 |
| Absoluta   | Eslovenia | 1998 - 2005 |
| Absoluta B | Eslovenia | 2003        |

## Carrera

### Selección nacional
Cimirotič debutó con la selección de fútbol de Eslovenia el 25 de marzo de 1998 contra Polonia. Además, representó a Eslovenia en la Copa Mundial de Fútbol de 2002, donde marcó en la derrota por 3-1 ante España en Gwangju.

## Estadísticas

### Selección nacional
Fuente:
| Selección de Eslovenia | Selección de Eslovenia | Selección de Eslovenia |
| Año                    | Part.                  | Goles                  |
| ---------------------- | ---------------------- | ---------------------- |
| 1998                   | 1                      | 0                      |
| 1999                   | 1                      | 0                      |
| 2000                   | 0                      | 0                      |
| 2001                   | 9                      | 1                      |
| 2002                   | 7                      | 3                      |
| 2003                   | 4                      | 1                      |
| 2004                   | 2                      | 0                      |
| 2005                   | 9                      | 1                      |
| Total                  | 33                     | 6                      |

#### Goles internacionales
| No | Fecha                   | Sede                     | Oponente | Gol | Resultado | Competición                                          |
| -- | ----------------------- | ------------------------ | -------- | --- | --------- | ---------------------------------------------------- |
| 1. | 6 de junio de 2001      | Basilea, Suiza           | Suiza    | 1-0 | 1-0       | Eliminatorias para la Copa Mundial de Fútbol de 2002 |
| 2. | 2 de junio de 2002      | Gwangju, Corea del Sur   | España   | 1-2 | 1-3       | Copa Mundial de Fútbol de 2002                       |
| 3. | 21 de agosto de 2002    | Trieste, Italia          | Italia   | 1-0 | 1-0       | Partido amistoso                                     |
| 4. | 7 de septiembre de 2002 | Liubliana, Eslovenia     | Malta    | 3-0 | 3-0       | Eliminatorias para la Eurocopa 2004                  |
| 5. | 20 de agosto de 2003    | Murska Sobota, Eslovenia | Hungría  | 2-0 | 2-1       | Partido amistoso                                     |
| 6. | 3 de septiembre de 2005 | Celje, Eslovenia         | Noruega  | 1-1 | 2-3       | Eliminatorias para la Copa Mundial de Fútbol de 2006 |

#### Participaciones en fases finales
| Torneo                         | Sede                  | Resultado    | Partidos | Goles |
| ------------------------------ | --------------------- | ------------ | -------- | ----- |
| Copa Mundial de Fútbol de 2002 | Corea del Sur / Japón | Primera fase | 3        | 1     |

## Palmarés

### Títulos nacionales
| Título                    | Club            | País      | Año  |
| ------------------------- | --------------- | --------- | ---- |
| Primera Liga de Eslovenia | Olimpija        | Eslovenia | 1995 |
| Supercopa de Eslovenia    | Olimpija        | Eslovenia | 1995 |
| Copa de Eslovenia         | Olimpija        | Eslovenia | 1996 |
| Copa de Israel            | Hapoel Tel Aviv | Israel    | 1999 |
| Liga Premier de Israel    | Hapoel Tel Aviv | Israel    | 2000 |
| Copa de Israel            | Hapoel Tel Aviv | Israel    | 2000 |
| Primera Liga de Eslovenia | Domžale         | Eslovenia | 2007 |
| Tercera Liga de Eslovenia | Olimpija        | Eslovenia | 2008 |
| Segunda Liga de Eslovenia | Olimpija        | Eslovenia | 2009 |